# Tsukasa Shiotani
Tsukasa Shiotani (塩谷 司, Shiotani Tsukasa, Komatsushima, 5 december 1988) is een Japans voetballer die doorgaans speelt als centrale verdediger. In oktober 2021 tekende hij voor Sanfrecce Hiroshima. Shiotani maakte in 2014 zijn debuut in het Japans voetbalelftal.

## Clubcarrière
Shiotani speelde vanaf 2011 voor Mito HollyHock. Voor die club debuteerde hij op 5 maart 2011, toen met 2–1 werd gewonnen van Kyoto Sanga. Zijn eerste doelpunt maakte hij dat seizoen nog, op 21 augustus, tijdens een 1–2 nederlaag tegen FC Gifu. In 2012 verkaste de verdediger naar Sanfrecce Hiroshima, dat op het hoogste niveau acteerde. Hij debuteerde op 15 september 2012 voor zijn nieuwe club, toen Vegalta Sendai met 2–1 verslagen werd. In de zomer van 2017 maakte Shiotani de overstap naar Al Ain. In 2019 verlengde de Japanner zijn verbintenis tot medio 2021. Na het aflopen van dit contract verliet hij Al Ain. Shiotani zat drie maanden zonder club, waarna hij terugkeerde bij Sanfrecce Hiroshima.

## Interlandcarrière
Shiotani debuteerde in het Japans voetbalelftal op 10 oktober 2014. Op die dag werd een vriendschappelijke wedstrijd tegen Jamaica met 1–0 gewonnen. De verdediger mocht van bondscoach Javier Aguirre in de basis beginnen en hij vormde het gehele duel een centraal duo met Masato Morishige. De andere debutanten dit duel waren Taishi Taguchi (Nagoya Grampus) en Yu Kobayashi (Kawasaki Frontale).
| Interlands van Tsukasa Shiotani voor Japan | Interlands van Tsukasa Shiotani voor Japan | Interlands van Tsukasa Shiotani voor Japan | Interlands van Tsukasa Shiotani voor Japan | Interlands van Tsukasa Shiotani voor Japan | Interlands van Tsukasa Shiotani voor Japan | Interlands van Tsukasa Shiotani voor Japan |
| №                                          | Datum                                      | Wedstrijd                                  | Uitslag                                    | Competitie                                 | Goals                                      |                                            |
| Als speler bij Sanfrecce Hiroshima         | Als speler bij Sanfrecce Hiroshima         | Als speler bij Sanfrecce Hiroshima         | Als speler bij Sanfrecce Hiroshima         | Als speler bij Sanfrecce Hiroshima         | Als speler bij Sanfrecce Hiroshima         | Als speler bij Sanfrecce Hiroshima         |
| ------------------------------------------ | ------------------------------------------ | ------------------------------------------ | ------------------------------------------ | ------------------------------------------ | ------------------------------------------ | ------------------------------------------ |
| 1                                          | 10 oktober 2014                            | Japan – Jamaica                            | 1 – 0                                      | Vriendschappelijk                          |                                            |                                            |
| 2                                          | 14 oktober 2014                            | Japan – Brazilië                           | 0 – 4                                      | Vriendschappelijk                          |                                            |                                            |
| Als speler bij Al Ain                      |                                            |                                            |                                            |                                            |                                            |                                            |
| 3                                          | 17 januari 2019                            | Japan – Oezbekistan                        | 2 – 1                                      | AK 2019                                    |                                            |                                            |
| 4                                          | 21 januari 2019                            | Japan – Saoedi-Arabië                      | 1 – 0                                      | AK 2019                                    |                                            |                                            |
| 5                                          | 24 januari 2019                            | Vietnam – Japan                            | 0 – 1                                      | AK 2019                                    |                                            |                                            |
| 6                                          | 28 januari 2019                            | Iran – Japan                               | 0 – 3                                      | AK 2019                                    |                                            |                                            |
| 7                                          | 1 februari 2019                            | Japan – Qatar                              | 1 – 3                                      | AK 2019                                    |                                            |                                            |

Bijgewerkt op 26 december 2024.

## Erelijst
| Competitie          |                     |                     |                     |                     |
| Competitie          | Aantal              | Jaren               |                     |                     |
| Sanfrecce Hiroshima | Sanfrecce Hiroshima | Sanfrecce Hiroshima | Sanfrecce Hiroshima | Sanfrecce Hiroshima |
| ------------------- | ------------------- | ------------------- | ------------------- | ------------------- |
| J1 League           | 3                   | 2012, 2013, 2015    |                     |                     |
| Supercup            | 3                   | 2013, 2014, 2016    |                     |                     |
| Al Ain              |                     |                     |                     |                     |
| VAE Liga            | 1                   | 2017/18             |                     |                     |